# Vleugt

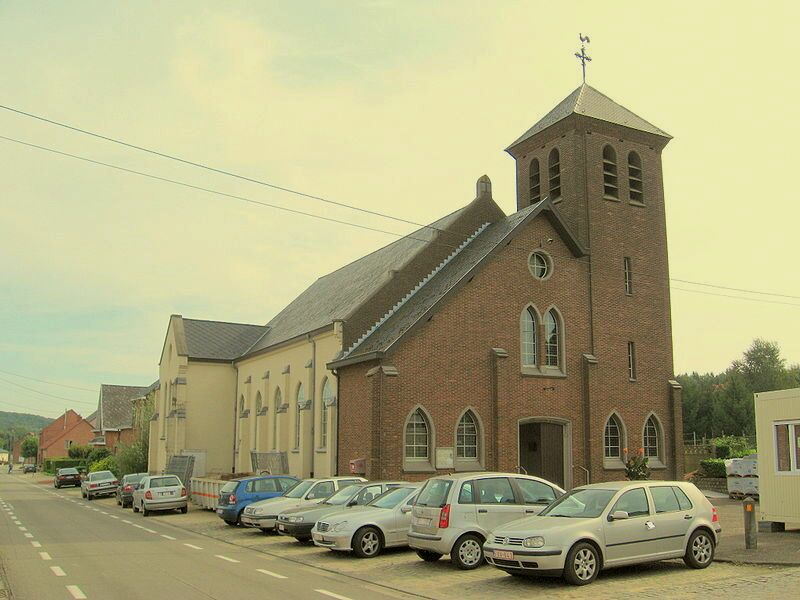
Heilige Familiekerk te Vleugt

Vleugt is een plaats in de tot de Vlaams-Brabantse gemeente Diest behorende deelgemeente Schaffen.
Het dorpje heeft zich ontwikkeld nabij het kruispunt van de Hasseltsebaan en de Vleugtstraat.
Er zijn een aantal faciliteiten zoals een basisschool, verenigingen en een sportzaal. Ook is er een café. Verder is er, aan Vleugtstraat 63, de Heilige Familiekerk.
Vleugt ligt aan de provinciegrens met Limburg op een hoogte van 34 meter. In de directe nabijheid liggen enkele getuigenheuvels, namelijk de Kenisberg, de Kruisberg en de Hooilandse Berg welke tot 55 meter hoog zijn.
Vleugt is gelegen tussen Deurne en Meldert